# Gradiente de temperatura
Em Física, Gradiente de temperatura é uma grandeza utilizada para descrever a direção e a taxa de variação de temperatura em uma área em particular. É uma grandeza expressa em unidades de temperatura por unidades de comprimento. A unidade do Sistema Internacional de Unidades (SI) é kelvin por metro (K/m). Formalmente, isso é um campo vetorial definido como campo gradiente de um campo escalar. Assumindo que podemos associar um valor de temperatura em cada ponto do espaço tridimensional (x,y,z), existirá uma lei "T" do tipo
{\displaystyle T=T(x,y,z):\mathbb {R} ^{3}\to \mathbb {R} }
Se essa função é regular, será possível calcular o gradiente:
{\displaystyle {\text{grad}}\,T=\nabla T=\left(\displaystyle {\frac {\partial T}{\partial x}},{\frac {\partial T}{\partial y}},{\frac {\partial T}{\partial z}}\right)}
O significado físico de tal grandeza vetorial é o gradiente geral de uma função de várias variáveis: A direção do vetor indica o sentido de maior crescimento de temperatura, enquanto seu  módulo indica a intensidade deste crescimento.

## Efeitos no Campo
Se a função T(x,y,z) descreve a distribuição de temperatura de um corpo devido às diferenças de temperatura(suposta finita), dentro deste, o calor flui diretamente das zonas de temperatura mais alta para as zonas de temperatura mais baixa. O gradiente de temperatura apresenta um elemento discriminante: empiricamente, é possível observar que o fluxo de calor é proporcional à norma desse vetor.
Uma vez que o fluxo de calor for na direção oposta do gradiente, que aponta na direção do crescimento de temperatura, teremos:
{\displaystyle {\dot {Q}}\propto \Vert \nabla T\Vert }
A direção do fluxo não necessariamente coincide com aquela do gradiente: essa equivalência exigiria a isotropia das propriedades térmicas do corpo submetido ao gradiente de temperatura. Em geral, a condutividade térmica não será um escalar, mas, sim, um tensor de categoria 2. A direção do fluxo será, então, dada por:
{\displaystyle \mathbf {u} _{T}={\dfrac {k_{\mu \nu }\nabla T}{\Vert k_{\mu \nu }\nabla T\Vert }}}
Na condução térmica, portanto, é considerado esse novo vetor:
{\displaystyle k_{\mu \nu }\nabla T}
que a integral ao longo de uma superfície fornece o fluxo de calor através dela.

## Condução térmica

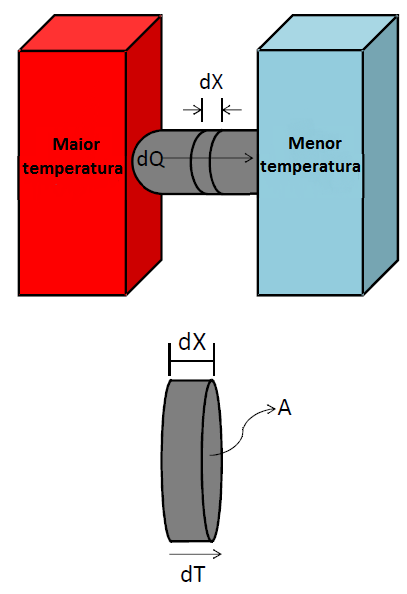
Gradiente de temperatura relacionado à condução térmica

Ao mantermos uma extremidade de um bastão a uma alta temperatura e a outra extremidade a uma baixa temperatura, ocorrerá a condução de energia através do bastão, partindo do mais quente para o mais frio. Numa situação estacionária, isso também ocorre, porém, a variação de temperatura é linear. Isso significa que há uma taxa de variação de temperatura, dT/dx, ao longo da barra, chamada de gradiente de temperatura, o que, pela Lei de Fourier
{\displaystyle q_{x}=-k{\frac {dT}{dx}}}
onde (incluindo as unidades SI)
{\displaystyle q_{x}} é o fluxo de calor [W·m−2]
{\displaystyle k} é a condutividade térmica do material [W·m−1·K−1]
{\displaystyle {\frac {dT}{dx}}} é, exatamente, o gradiente de temperatura [K·m−1].

## Taxa de variação de temperatura
Podemos observar que a partir da fórmula, , não se tem como distinguir qual direção vai aumentar, diminuir, ou até permanecer na mesma temperatura. Para isso foram criadas formulas para indicar a direção de maior e menor variação de temperatura, que são:

#### Direção de maior taxa de variação
Considerando a função de variação de temperatura  uma curva suave, contínua em todos pontos, para descobrir um vetor unitário  na direção maior variação, devemos seguir:
{\displaystyle {\vec {u}}={\frac {\nabla {\vec {T}}}{\|\nabla {\vec {T}}\|}}}

#### Direção de menor taxa de variação
Em contraponto a direção de maior variação, temos a direção de menor variação como o seu inverso, seguindo:
{\displaystyle {\vec {u}}=-{\frac {\nabla {\vec {T}}}{\|\nabla {\vec {T}}\|}}}

## Clima e temperatura
Diferenças de temperatura do ar entre diferentes locais são fundamentais na previsão do tempo e clima. A absorção de luz solar na superfície planetária, ou próxima a ela, aumenta o gradiente de temperatura e pode resultar em ´convecção (importante processo na formação das nuvens, normalmente associada a precipitação). Similarmente, em uma base global e anual, as dinâmicas da atmosfera e dos oceanos podem ser entendidas como uma tentativa de reduzir a grande diferença de temperatura entre os pólos e o equador, redistribuindo as massas de ar e água quentes e frias.  Essa diferença de temperatura é conhecida como gradiente de temperatura global. .
Frentes meteorológicas são regiões em que o gradiente de temperatura horizontal pode atingir valores relativamente altos, já que, estas são limites entre massas de ar com propriedades bastante distintas.
Claramente, o gradiente de temperatura pode mudar substancialmente durante o tempo como resultado de aquecimento ou resfriamento diurno ou sazonal, por exemplo. Isso acontece principalmente durante uma inversão térmica.
Outros lugares em que os gradientes de temperatura notáveis podem ser sentidos incluem entradas e saídas de ambientes com ar-condicionado durante um dia quente ou entrada de cavernas e outras áreas fechadas ou com pouca ventilação.  
Existe ainda o gradiente de temperatura vertical, que expressa a variação de temperatura conforme a altitude.